# Islas Marshall en los Juegos Olímpicos de Río de Janeiro 2016
Las Islas Marshall participaron en los Juegos Olímpicos de Río de Janeiro 2016 con un total de cinco deportistas, que compitieron en tres deportes. La levantadora de peso Mathlynn Sasser fue la abanderada en la ceremonia de apertura.

## Participantes
Atletismo
- Richson Simeon (100 metros masculinos)[2]
- Mariana Cress (100 metros femeninos)[2]

Halterofilia
- Mathlynn Sasser (-58 kg femeninos)[2]

Natación
- Giordan Harris (50 metros estilo libre masculino)[2]
- Colleen Furgeson (50 metros estilo libre femenino)[2]